# آدام کوهن (دانشمند)
آدام کوهن (انگلیسی: Adam Cohen (scientist)؛ زادهٔ ۱ ژانویه ۱۹۷۹) یک شیمی‌دان اهل ایالات متحده آمریکا است.